# Terra Sancti Benedicti

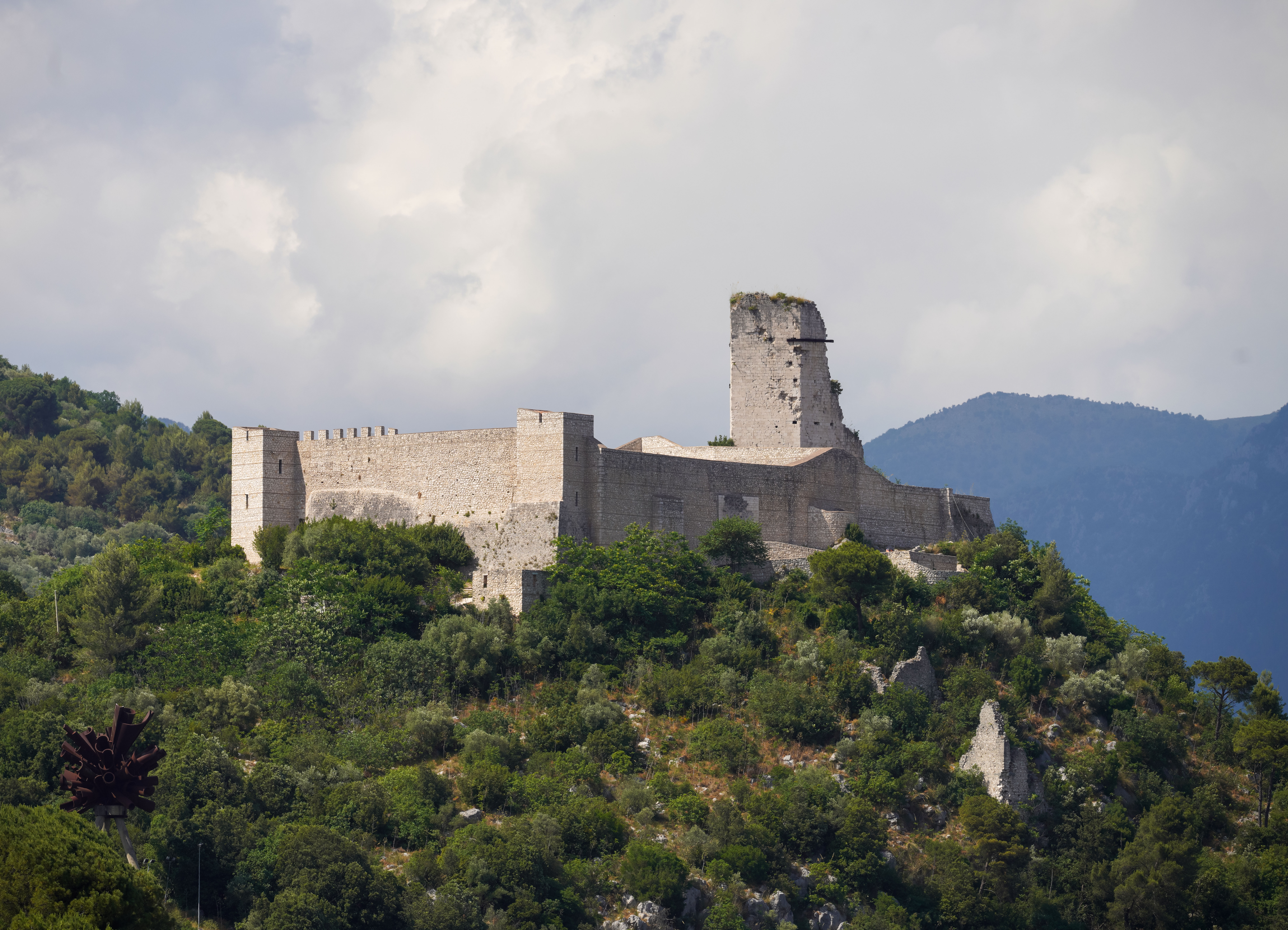
Rocca Janula, Cassino

Terra Sancti Benedicti (italsky Terra di San Benedetto; česky Země svatého Benedikta) bylo samostatné klášterní panství pod kontrolou mocného Montecassinského opatství. Tento klášter v jižní Itálii, založený roku 529 samotným sv. Benediktem z Nursie a pojmenovaný dle něj, byl prvním západním latinským klášterem vůbec.
Samostatná država opatství pochází od vévody Gisulfa II. z Beneventa v roce 744. Terra Sancti Benedicti nebyla rozlehlá, v zásadě se skládala z bezprostředního okolí kopce kláštera Monte Cassino. Území to však nebylo zcela bezcenné a Monte Cassino se v historii stalo dějištěm bitev v mnoha válkách. Terra Sancti Benedicti se okamžitě stala součástí Papežského státu, v jehož rámci si podržela svou samosprávu. V roce 1057 papež Viktor II. deklaroval, že montecassinský opat má výjimečné postavení nad všemi ostatními opaty.

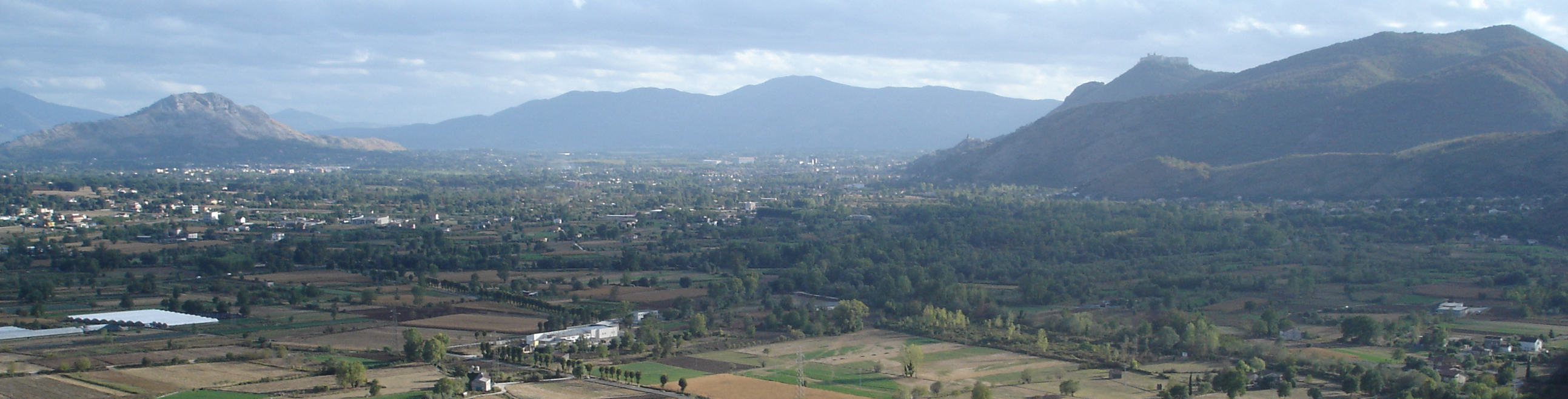
Panorama okolí kláštera Monte Cassino